# Sverdlikovo
Sverdlikovo (en ruso: Свердликово) es un pueblo ruso perteneciente al óblast de Kursk. Situado en el suroeste del país, forma parte del raión de Sudzha.

## Geografía
Sverdlikovo está a orillas del río Lokni, aproximadamente a 11 km al suroeste de Sudzha. La frontera entre Rusia y Ucrania está al lado del pueblo, y forma parte de la región histórica de Ucrania Libre.

## Historia
A principios de los siglos XVII y XVIII se fundó el pueblo, parte de los cien cosacos de Sudzha y dentro del regimiento cosaco del slobodá de Sumy.
El 6 de agosto de 2024, el pueblo fue escenario de una incursión en la óblast de Kursk de las Fuerzas Armadas de Ucrania en el transcurso de la guerra ruso-ucraniana. El 15 de agosto, el gobierno ucraniano anunció la formación de una administración militar para brindar ayuda humanitaria a los civiles y mantener la ley y el orden, donde se integró a Sverdlikovo. El 20 de febrero de 2025, el periódico ucraniano Ukrainska Pravda publicó que las tropas rusas habían recuperado el control de la localidad.

## Demografía
La evolución demográfica de Sverdlikovo entre 2002 y 2021 fue la siguiente:
| 562                            | 543 | 59 |
| (Fuente: Population of Russia) |     |    |

En el censo de 2010, el 91% de la población eran rusos.

## Infraestructura

### Transporte
Sverdlikovo se encuentra en la carretera regional 38K-030, Rylsk-Kórenevo-Sudzha.